# Xhavit Nimani
Xhavit Nimani (19. ledna 1919, Prizren – 13. prosince 2000) byl kosovskoalbánský komunistický politik.
Nimani pocházel z oblasti v okolí Prizrenu a Đakovice. Povoláním vystudovaný učitel vstoupil v roce 1941 do komunistické strany. Účastnil se partyzánského boje a zasedal v antifašistické radě národního osvobození Jugoslávie (AVNOJ). Byl jedním z mála vzdělaných kosovských Albánců, kteří byli členy Strany a poté, co jugoslávští komunisté převzali moc, spravovali zaostalou kosovskou oblast.
V roce 1945 byl Nimani zvolen do Ústředního výboru KSS (kosovská komunistická strana ještě nebyla tehdy zřízena). Později (po 7. sjezdu strany) se stal i členem ÚV SKJ. V letech 1954–1961 byl členem federální komise pro ekonomický rozvoj.[zdroj?] V roce 1956 se zapletl do tzv. prizrenského procesu. Mezi lety 1974 a 1981 byl předsedou předsednictva SAP Kosovo. Po protestech, které se však v autonomní oblasti rozhořely v březnu 1981, musel z vysoké politiky odejít. Ve funkci ho nahradil Ali Shukria.